# Andrea Meza Murillo
 (juillet 2024).
Pour les articles homonymes, voir Meza et Murillo.
Andrea Meza Murillo, née en 1976, est une femme politique costaricienne et ancienne ministre de l'environnement. En 2022, elle est nommée secrétaire exécutive adjointe de la Convention des Nations unies de Lutte contre la Désertification.

## Biographie

### Éducation
Elle obitent une Llicence en Droit à l'Université du Costa Rica avant de poursuivre ses études en droit International, en droit Administratif et en droit environnemental à l'Université d'Utrecht. Elle dispose d'une agréagation d'expert en gestion et en développement local de l'Université Carlos III et de Université Internationale Menéndez Pelayo.

### Carrière
Meza est experte en développement durable des décennies d'expérience dans la formulation de politiques publiques et exécution de projets. Elle a travaillé dans une quinzaine e pays de l'amérique latine en projets multidisciplinaires financés par des organisations internationales dont la BID, Banque Mondiale, CAF, Union européenne et PNUD de même qu'avec certains gouvernements nationaux. En 2015, elle est nommée à la directrice de changement climatique du Costa Rica. En 2018, elle est chargée de la publication de la politique nationale d'adaptation au changment climatique.
Elle pilote, en février de 2019, le lancement du plan costaricain pour la décarbonisation, lequel a été l'un des premiers du monde avec une feuille de route détaillée pour l'objectif des zéro émissions nettes en 2050,. Le Président costaricain, Carlos Alvarado, nomme Meza ministre de l'environnement et de l'énergie succédant à Carlos Manuel Rodríguez le 25 août de 2020 en pleine pandémie de Covid19 et d'une crise économique qui secoue le pays.
Dans sa fonction ministérielle, elle s'est investie en 2021 pour une expansion des zones marines protégées du Costa Rica et elle acquiert l'élargissementt du territoire marin protégé de 2,7% à 30%,. En 2022, les responsables de l'ONU nomme Meza secrétaire exécutive ajoointe de la Convention des Nations unies de Lutte contre la Désertification.